# Записки из мира духов
«Записки из мира духов» («Гуй ту жицзи») — это повесть, написанная Чжаном Тянь-и в 1931 году. Данное произведение является одной из первых антиутопий в китайской литературе XX века.

## Предыстория
В 20-е гг. XX века происходят активные изменения в культуре и литературе культуры Китая. Реформы языка, возникновение новых слов и понятий, популярность реалистичных персонажей, психологизм сюжета — активные тенденции времени. Литература становится политичной, она «отрывается от корней».

## Сюжет
Главный герой произведения, господин Хань, увлекшись спиритизмом, решил в порядке «научного» эксперимента отправиться в потусторонний мир. Он убежден, что это будет приятная и веселая прогулка, в мире духов нет проблем. Тем не менее, оказавшись в потустороннем мире, он узнает, что реальность намного хуже .чем он мог себе вообразить: многоярусный мир-государство живёт согласно своим собственным законам, этике, эстетике и традициям, кажущимися главному герою омерзительными, тем не менее, находящими определённые отголоски в Новом Китае, в период правления партии гоминьдан. На верхних ярусах живут «верхи», местная элита, на нижних — низы, неграмотные, нищие и жестокие.
Во вступительной части книги мы читаем письмо, адресованное другу главного героя, написанное, якобы, на самом деле, что является одним из приемов антиутопического жанра литературы:
```
"Дорогой друг, несколько дней я пробыл в мире духов и все виденное там описал в дневнике. Мои записи, за исключением немногих маловажных сокращений, перед тобой.
```

```
Я ничего не преувеличил, ничего не выдумал. Не было в том надобности. Ведь меня не причислишь к людям ученым, да и роман я писать не собираюсь. А ради сомнительного удовольствия подшутить над друзьями стоило ли тратить силы? Пожалуй, я был там в роли корреспондента и все, что видел и слышал, с усердием заносил в дневник. Только и всего.
```

```
Повадки и манеры обитателей потустороннего мира, о которых я здесь пишу, могут показаться тебе несколько необычными, даже до некоторой степени смешными. На самом же деле там все разумно и целесообразно, дела они решают быстро и четко. И в этом, если угодно, есть особая прелесть.
```

```
Верь мне! Я не гонялся ни за сенсациями, ни за каламбурами. Намерения мои были совершенно серьезны. Я и тебя прошу отнестись к моим писаниям сообразно этому".
```

```
Хань Ши-цянь.
```

## Историческая справка
Чжан Тянь-и изображает в своей работе реализованную утопию политической партии Гоминьдан. В период с 1923 по 1926 данная партия превратилась в авторитарную организацию с элементами национал-социализма. Съезд партии представлял все первичные ячейки и прочие элементы руководства. В перерыве между съездами его руководящие полномочия делегировались двум комитетам, называвшимся, согласно коммунистической номенклатуре, «Центральным исполнительным комитетом» (отвечающим за линию партии) и «Центральным контрольным комитетом» (партийная дисциплина и организационные вопросы).
В своей книге Чжан Тянь-и сравнивает данные ячейки с партиями «корточкистов» и «восседающих», которые в данном произведении ничего не делали, только тратили деньги народа и принимали фиктивные решения.
Гоминьдан ввел для своих членов партийные билеты, из-за которых каждый член партии был учтен, имел свой номер. Огромное внимание уделялось военной подготовке. Гоминьдан через два года после смерти Сунь Ятсена (1925) стал контролировать южный и центральный Китай. Именно в тот период Чжан Тянь-и и написал своё произведение, являющееся политическим пасквилем, саркастичной усмешкой неудачным усилиям правящей партии восстановить разрушенную страну.

## В Советском Союзе
Впервые данная повесть была опубликована в журнале «Иностранная литература» № 9, 1970.